# Spring Valley (Arizona)
Spring Valley és una concentració de població designada pel cens dels Estats Units a l'estat d'Arizona. Segons el cens del 2000 tenia 1.019 habitants.

## Demografia
Segons el cens del 2000, Spring Valley tenia 1.019 habitants, 427 habitatges, i 283 famílies La densitat de població era de 37,3 habitants/km².
Dels 427 habitatges en un 17,6% hi vivien nens de menys de 18 anys, en un 56,7% hi vivien parelles casades, en un 6,3% dones solteres, i en un 33,7% no eren unitats familiars. En el 28,1% dels habitatges hi vivien persones soles el 15,7% de les quals corresponia a persones de 65 anys o més que vivien soles. El nombre mitjà de persones vivint en cada habitatge era de 2,28 i el nombre mitjà de persones que vivien en cada família era de 2,79.
Per edats la població es repartia de la següent manera: un 23,1% tenia menys de 18 anys, un 3,4% entre 18 i 24, un 18,5% entre 25 i 44, un 28,3% de 45 a 60 i un 26,7% 65 anys o més.
L'edat mediana era de 49 anys. Per cada 100 dones de 18 o més anys hi havia 95 homes.
La renda mediana per habitatge era de 25.924 $ i la renda mediana per família de 34.688 $. Els homes tenien una renda mediana de 41.500 $ mentre que les dones 23.047 $. La renda per capita de la població era de 16.168 $. Aproximadament l'1,8% de les famílies i el 10,9% de la població estaven per davall del llindar de pobresa.

## Poblacions més properes
El següent diagrama mostra les poblacions més properes.